# Tamza
Tamza (în arabă تامزة) este o comună din provincia Khenchela, Algeria.
Populația comunei este de 8.617 locuitori (2008).